# سولينتون تياغو سيلفا دي ليما بريتو
سولينتون تياغو سيلفا دي ليما بريتو (بالبرتغالية: Suelynton Thiago Silva de Lima Brito‏) المعروف باسم تياغينيو (بالبرتغالية: Thiaguinho‏) (ولد في 5 نوفمبر 2000 في بارناميريم، البرازيل) لاعب كرة قدم برازيلي يجيد اللعب في مركز الجناح الأيسر. يلعب حاليا لصالح المنامة البحريني منذ 2023.